# Latinocracia

O início da Latinocracia.

A Latinocracia (em grego: Λατινοκρατία - "reino dos latinos"), também chamada de Francocracia (em grego: Φραγκοκρατία - "reino dos francos"), e, somente no caso dos territórios da República de Veneza, de Venetocracia (em grego:  Βενετοκρατία), foi o período da história grega ocorrido logo após a Quarta Cruzada (1204), quando diversos estados cruzados, primordialmente italianos e franceses, foram fundados na Grécia no território do então dissolvido Império Bizantino (veja Partitio Romaniae). O termo deriva do fato de que os ortodoxos gregos chamavam os católicos de "latinos" ou "francos".
O período de duração da Francocracia é diferente para cada estado fundado. A situação política era muito volátil e, conforme eles iam-se fragmentando ou trocando de mãos, muitos deles acabaram novamente nas mãos dos gregos.
Com exceção das Ilhas Jônicas e alguns fortes isolados que permaneceram nas mãos do venezianos, o destino final da Francocracia nas terras gregas chegou com a conquista do Império Otomano nos séculos XIV a XVI.

## Estados latinos / francos na Grécia
- O Império Latino (1204-1261), com capital em Constantinopla e abarcando a Trácia e a Bitínia. Ele mantinha uma suserania formal sobre todos os demais estados cruzados. Seus territórios foram sendo gradualmente reduzidos até que somente restasse a capital, que foi eventualmente recapturada pelo Império de Niceia em 1261.
- O Reino de Tessalônica (1205-1224), que abrangia a região da Macedônia e a Tessália. Foi conquistado pelos gregos do Despotado de Epiro.
- O Principado de Acaia (1205-1432), na região da Moreia ou península do Peloponeso. Ele rapidamente emergiu como o mais poderoso dos estados cruzados e prosperou mesmo após a queda do Império Latino. Seu maior rival era o bizantino Despotado de Moreia, que eventualmente conseguiu conquistar o Principado. Ele também exercia o suseranato sobre os senhores de Argos e Náuplia (1205-1388).
- O Ducado de Atenas (1205-1458), com suas duas capitais, Tebas e Atenas, e cujo territória abrangia a Ática, Beócia e a parte sul da Tessália. Em 1311, o ducado foi conquistado pela Companhia Catalã e, em 1388, passou para as mãos da família florentina Acciajuoli, que manteve o controle até a conquista turca em 1456.
- O Ducado de Naxos ou "do Arquipélago" (1207-1579), fundado pela família Sanudo, abrangia a maior parte das Ilhas do Egeu, especialmente as Cíclades. Em 1383, ele passou para o controle da família Crispo. O ducado se tornou um vassalo dos otomanos em 1537 e foi finalmente anexado ao Império Otomano em 1579.
- O Marquesado de Bodonitsa (1204-1414), como Salona, foi originalmente criado como um estado vassalo do Reino de Tessalônica, mas posteriormente passou para o controle do Principado de Acaia. Em 1335, a família veneziana Zorzi tomou o controle e governou a região até a conquista otomana em 1414.
- Condado de Salona (1205-1410), centrado em Salona (Anfissa), como o vizinho Bodonitsa, foi formando como um estado vassalo do Reino de Tessalônica e passaria ao controle de Acaia. Posteriormente, passou pelas mãos dos catalães e dos navarrenses no século XIV, até ser vendido aos cavaleiros hospitalários em 1403. Foi finalmente conquistado pelos otomanos em 1410.
- Senhorio de Negroponte (1205-1470), que abarcava a ilha de Negroponte (Eubeia). Ele foi fragmentado em três baronatos (terzi), cada um com dois barões (os sestieri). Essa fragmentação permitiu que Veneza ganhasse enorme influência ao agir como mediadora. Por volta de 1390, a Veneza já tinha assumido o controle direto da ilha toda, que permaneceu nas mãos venezianas até 1470, quando, após a Guerra otomano-veneziana de 1463-1479, foi capturada pelos otomanos.
- O Conde palatino de Cefalônia e Zacinto (1185-1479). Abrangia as ilhas jônicas de Cefalônia, Zacinto, Ítaca e, a partir de c. 1300, também Lêucade (Santa Maura). Criado como um estado vassalo do Reino da Sicília, foi governado pela família Orsini entre 1195 e 1335 e, após um breve interlúdio de reinado angevino, o condado passou para a família Tocco em 1357. O condado foi dividido entre Veneza e os otomanos em 1479.
- Lemnos (1207-1278), formando como um feudo do Império Latino sob a família veneziana Navigajoso de 1207 até a conquista pelos bizantinos em 1278. Seus governantes tinha o título de mega-duque ("grão-duque") do Império Latino.
- Rodes se tornou o quartel-general da ordem religiosa militar dos Cavaleiros Hospitalários de São João em 1310. Os cavaleiros mantiveram o controle da ilha (e das vizinhas do grupo Dodecaneso) até serem expulsos pelos otomanos em 1522.

Além disso, havia também um conjunto de domínios genoveses no noroeste do Egeu:
- Os feudos da família Gattilusi, que se estabeleceram como "senhores" (arcontes) sob uma suserania nominal dos bizantinos na ilha de Lesbos (1355–1462). Os domínios deles se expandiram para incluir as ilhas de Lemnos, Tasos (1414-1462) e Samotrácia (1355-1457), além da cidade trácia de Aenus (1376-1456).
- O Senhorio de Quios (incluindo Samos) com o porto de Foceia. Em 1304-1330, sob a família Zaccaria, e, após um interlúdio bizantino, de 1346 até a conquista otomana em 1566, sob a companhia  Maona di Chio e di Focea.

A República de Veneza acumulou diversas possessões na Grécia, que formavam parte do seu Stato da Màr. Alguns deles sobreviveram até o final da própria República em 1797:
- Creta, oficialmente designada Ducado de Cândia ou Reino de Cândia, de 1211 até 1669.[1] Uma das mais importantes colônias ultramarina de Veneza, mesmo com as constantes revoltas gregas, se manteve sob controle veneziano até ser capturada pelos turcos otomanos na Guerra de Creta (1645-1669).[2]
- Corfu (1207-1214 e 1386-1797) foi capturada por Veneza de seus governantes genoveses logo após a Quarta Cruzada. A ilha foi logo retomada pelo Despotado de Epiro e recapturada em 1258 pelo Reino da Sicília. A ilha permaneceu sob controle angevino até 1386, quando Veneza conseguiu impor seu controle, que duraria até o final da própria República.
- Lêucade (1684-1797), originalmente parte do Condado palatino e do Despotado de Epiro, governados pela família Orsini, ele caiu sob o jugo otomano em 1479 e foi conquistado pelos venezianos em 1684 durante a Guerra da Moreia.
- Zacinto (1479-1797), originalmente parte do Condado palatino e do Despotado de Epiro, governados pela família Orsini, caiu nas mãos venezianos em 1479.
- Cefalônia e Ítaca (1500–1797), originalmente parte do Condado palatino e do Despotado de Epiro, governados pela família Orsini, caíram frente aos otomanos em 1479 e foram conquistados pelos venezianos em 1500.
- Várias fortalezas na costa do Peloponeso: Modon e Coroni, ocupadas em 1206 e mantidas até a Guerra otomano-veneziana de 1499–1503; Nápoles da România (Náuplia), mantida entre 1388 e 1540; Patras entre 1408 até a conquista pelo déspota Constantino XI Paleólogo em 1430. A península do Peloponeso (ou Moreia) foi conquistada durante a Guerra da Moreia na década de 1680, mas a região foi novamente perdida na última guerra otomano-veneziana em 1715.